# Municipio de Wilmot (Pensilvania)
El municipio de Wilmot (en inglés, Wilmot Township) es un municipio del condado de Bradford, Pensilvania, Estados Unidos. Tiene una población estimada, a mediados de 2022, de 1124 habitantes.

## Geografía
Está ubicado en las coordenadas 41°35′41″N 76°15′37″O / 41.59472, -76.26028 (41.594746, -76.260204).

## Demografía
Según el censo de  2000, en ese momento los ingresos medios de los hogares eran de $34,911 y los ingresos medios de las familias eran de $40,298. Los hombres tenían ingresos medios por $35,563 frente a los $20,917 que percibían las mujeres. Los ingresos per cápita eran de $17,438. Alrededor del 13.3% de la población estaba por debajo del umbral de pobreza.
De acuerdo con la estimación 2017-2021 de la Oficina del Censo, los ingresos medios de los hogares son de $69,327 y los ingresos medios de las familias son de $79,464. Alrededor del 8.1% de la población está por debajo del umbral de pobreza.